# اورفی جاوید
اورفی جاوید (Uorfi Javed سابق) (زاده ۱۵ اکتبر ۱۹۹۷) یک بازیگر تلویزیون هندی است.

## زندگی شخصی
اورفی جاوید در ۱۵ اکتبر ۱۹۹۷ در خانواده مسلمان چشم به جهان گشود. او تحصیلات خود را از مدرسه سیتی مونته سوری، لاکنو گذراند. او از دانشگاه آمیتی، لاکنو در رشته ارتباطات جمعی فارغ‌التحصیل شد. جاوید در سال ۲۰۱۷ با بازیگر همکارش، پاراس کالنوات، مری دورگا، آشنا شد اما این دو در سال ۲۰۱۸ از هم جدا شدند
در سال ۲۰۲۲، او تغییر نام خود را به Uorfi در رسانه‌های اجتماعی اعلام کرد و عنوان کرد که از او با نام جدیدش یاد شود. اگرچه تلفظ یکسان است، اما تغییر در املا به توصیه یک عددشناس انجام شد.

## حرفه
در سال ۲۰۱۶، جاوید در Bade Bhaiya Ki Dulhania تلویزیون سونی در نقش آونی پنت ظاهر شد. از سال ۲۰۱۶ تا ۲۰۱۷، او در نقش چایا در Chandra Nandini از Star Plus بازی کرد. سپس، او آرتی را در Meri Durga از Star Plus به تصویر کشید.
در سال ۲۰۱۸، او در سریال Saat Phero Ki Hera Pherie از SAB TV , Bella Kapoor در Bepannaah از Colors TV , Piyali در Jiji Maa از Star Bharat و Nandini در Daayan از &amp;TV بازی کرد.
در سال ۲۰۲۰، او به عنوان Shivani Bhatia به Yeh Rishta Kya Kehlata Hai پیوست. بعد، او در Kasautii Zindagii Kay نقش تانیشا چاکرابورتی را بازی کرد.
او در فصل اول Bigg Boss OTT شرکت کرد. در سال ۲۰۲۲ او در یک موزیک ویدیو با Kunwarr دیده شد.

## فیلم‌شناسی

### فیلم
- عشق، سکس و خیانت ۲

### تلویزیون
| سال       | نمایش دهید            | نقش                        | مرجع (های) |
| --------- | --------------------- | -------------------------- | ---------- |
| ۲۰۱۶      | باده بهیا کی دولهانیا | آونی شلوار                 |            |
| ۲۰۱۶–۲۰۱۷ | چاندرا ناندینی        | پرنسس چهایا                |            |
| ۲۰۱۷      | مری دورگا             | آرتی سینگانیا              |            |
| ۲۰۱۸      | ساعت فرو کی هرا فری   | کمنی جوشی                  |            |
| ۲۰۱۸      | Bepannaah             | بلا کاپور                  |            |
| ۲۰۱۸      | جیجی ما               | شروانی پوروهیت/ پیالی سهگل |            |
| ۲۰۱۸–۲۰۱۹ | دایان                 | ناندینی                    |            |
| ۲۰۲۰      | یه ریشتا کیا کهلاتای  | وکیل شیوانی بهاتیا         |            |
| ۲۰۲۰      | کاساوتی زینداگی کی    | تانیشا چاکرابورتی          |            |
| ۲۰۲۰      | آی مره همسفر          | پایال شارما                | [ ۱۵ ]     |

| سال  | نمایش دهید  | نقش        | مرجع (های) |
| ---- | ----------- | ---------- | ---------- |
| ۲۰۲۱ | پانچ بیت ۲  | میرا       | [ ۱۶ ]     |
| ۲۰۲۱ | بیگ باس OTT | شرکت کننده |            |